# 魏尔施特拉斯函数

区间 [−2, 2] 上的魏尔施特拉斯函数。这个函数具有分形特性：某些部分会和整体自相似

数学中，魏尔施特拉斯函数（Weierstrass function）是一类处处连续而处处不可导的实值病態函数，得名于十九世纪的德国数学家卡尔·魏尔施特拉斯。 
历史上，魏尔施特拉斯函数是一个著名的数学反例。此前，对于函数的连续性，数学家的认识并不深刻。许多数学家认为除了少数一些特殊的点以外，连续的函数曲线在每一点上总有切線斜率。魏尔施特拉斯函数表明了所谓的“病态”函数的存在性，改变了当时数学家对连续函数的看法。

## 构造
魏尔施特拉斯的原作中给出的构造是：
{\displaystyle f(x)=\sum _{n=0}^{\infty }a^{n}\cos(b^{n}\pi x)},
其中{\displaystyle 0<a<1}，{\displaystyle b}为正的奇数，使得：
{\displaystyle ab>1+{\frac {3}{2}}\pi .}
这个函数以及它处处连续而又处处不可导的证明首次出现在魏尔施特拉斯于1872年7月18日在普鲁士科学院出版的一篇论文中。
证明这个函数处处连续并不困难。由于无穷级数的每一个函数项{\displaystyle a^{n}\cos(b^{n}\pi x)}的绝对值都小于常数{\displaystyle a^{n}}，而正项级数{\displaystyle \sum _{n=0}^{\infty }a^{n}}是收敛的。由比较审敛法可以知道原级数一致收敛。因此，由于每一个函数项{\displaystyle a^{n}\cos(b^{n}\pi x)}都是{\displaystyle {\mathbb {R} }}上的连续函数，级数和{\displaystyle f(x)}也是{\displaystyle {\mathbb {R} }}上的连续函数。
下面证明函数处处不可导：对一个给定的点{\displaystyle x\in {\mathbb {R} }}，证明的思路是找出趋于{\displaystyle x}的两组不同的数列{\displaystyle (x_{n})}和{\displaystyle (x'_{n})}，使得
{\displaystyle \lim \inf {\frac {f(x_{n})-f(x)}{x_{n}-x}}>\lim \sup {\frac {f(x'_{n})-f(x)}{x'_{n}-x}}.}
这与函数可导的定义矛盾，于是证明完毕。
一般人会直觉上认为连续的函数必然是近乎可导的。即使不可导，所谓不可导的点也必然只占整体的一小部分。根据魏尔施特拉斯在他的论文中所描述，早期的许多数学家，包括高斯，都曾经假定连续函数不可导的部分是有限或可数的。这可能是因为直观上想象一个连续但在不可数个点上不可导的函数是很困难的事。当我们绘制函数的图像时，总会画出较为规则的图形，例如满足利普希茨条件的函数图像。
魏尔施特拉斯函数可以被视为第一个分形函数，尽管这个名词当时还不存在。将魏尔施特拉斯函数在任一点放大，所得到的局部图都和整体图形相似。因此，无论如何放大，函数图像都不会显得更加光滑，也不存在单调的区间。

## 处处不可导函数的稠密性
分析学的成果表明，魏尔施特拉斯函数并不是连续函数中的少数几个特例之一。尽管它是“病态”函数的一种，但可以证明，这种病态的函数事实上不在“少数”，甚至比那些“规则”的函数“多得多”。
- 在拓扑学意义上：在从[0,1]区间射到实数上的连续函数空间C([0, 1]; R)中，处处不可导的函数的集合是稠密的（关于一致范数的拓扑）。
- 在测度论意义上：在配备了经典维纳测度γ的连续函数空间C([0, 1]; R)中，至少有一处可导的函数所构成的集合的测度是0，也就是说和处处不可导的函数相比是可以“忽略”的。